# 百年中国
《百年中國》是中國中央電視台制作的纪录片，製作於2000年，總製片人陳曉卿。介紹20世纪的中国政治史、中国经济史、社會、民生、中国军事史、中國體育史等各個領域，内容多从中国共产党的角度出发，亦是内地学校的爱国及宣传教育片。

## 香港版本
2005年，香港无线电视购买《百年中国》香港播映權，在翡翠台播出，狄娜主持，簡慧宜編導，霍澤基監製。内容较大陆版精简，共分為八集，多为中国主要人物及事件，其中以狄娜评论中国事件以及提及國共關係的秘密最有特色。在广东省较受欢迎，政治敏感话题如国共内战、文革、等片段在廣東省均被插播广告。
2006年，亞洲電視購買《百年中國》香港播映權，在本港台播出，無主持人，馮兆寧旁述，片尾版權標示「亞洲電視新聞部資訊科」。